# DEMO
DEMO (Nhà máy điện DEMOnstration) là nhà máy điện hạt nhân hợp hạch được đề xuất xây dựng sau khi ITER thử nghiệm lò phản ứng hợp hạch.
Mặc dù không có sự đồng thuận quốc tế về các thông số hoặc phạm vi chính xác, các tham số sau thường được sử dụng làm cơ sở cho nghiên cứu thiết kế: DEMO sẽ sản xuất liên tục ít nhất 2 GW năng lượng hợp hạch và sẽ tạo ra công suất gấp 25 lần năng lượng đầu vào. Thiết kế của DEMO từ 2 đến 4 GW sản lượng điện sẽ đạt quy mô của một nhà máy điện hiện đại.
| Dự án | Đầu vào | Đầu ra  | Giá trị Q |
| ----- | ------- | ------- | --------- |
| JET   | 24 MW   | 16 MW   | 0,67      |
| ITER  | 50 MW   | 500 MW  | 10        |
| DEMO  | 80 MW   | 2000 MW | 25        |

Để đạt được mục tiêu, DEMO phải có kích thước tuyến tính lớn hơn khoảng 15% so với ITER và mật độ plasma lớn hơn khoảng 30% so với ITER. Là một lò phản ứng nhiệt hạch thương mại nguyên mẫu, theo ước tính vào năm 2006, DEMO có thể cung cấp năng lượng từ hợp hạch vào năm 2033, nhưng các hoạt động hiện đã bị trì hoãn cho đến những năm 2050.

Phản ứng tổng hợp deuterium - tritium (DT) được coi là hứa hẹn nhất để sản xuất năng lượng nhiệt hạch.

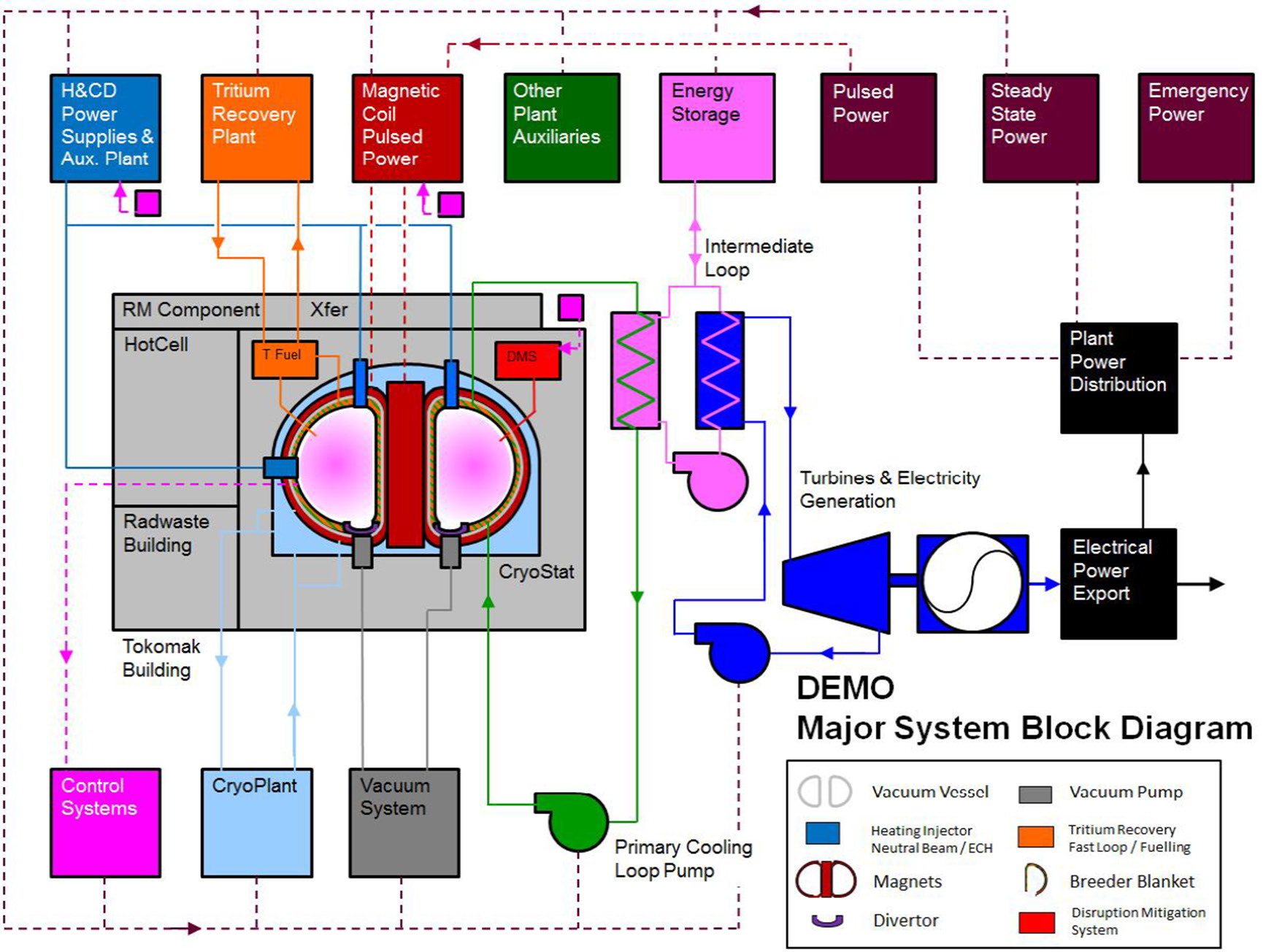
Sơ đồ nhà máy điện nhiệt hạch hạt nhân DEMO